# Otto Leopold von Beeß
Otto Leopold von Beeß, auch Beess, Bees oder Beß von Cölln, seit 1705 Freiherr, seit 1721 Graf, (* 15./18. November 1690; † 17. Januar 1761 in Berlin) war ein preußischer Minister.

## Leben

### Herkunft und Familie
Otto Leopold entstammte dem schlesischen Adelsgeschlechts von Beeß. Seine Eltern waren Carl Otto Beeß Freiherr von Coelln (1660–1708), Erbherr auf Löwen im Fürstentum Brieg, und Maria Helena von Posadowsky, Freiin von Postelwitz.
Aus seiner Ehe mit Erdmuthe Sophie Eleonora Freiin Skrbenska von Hrzistie (Skrbenský von Hříště) (1700–1756) sind mehrere Kinder hervorgegangen:
- Johann Gottlieb Otto Graf von Bees (1718–1778), preußischer Kammerherr, ⚭ Josepha Gräfin von Sinzendorff
- Maximilian Erdmann Graf von Bees (* 1720)
- Louisa Helena Elonora Gräfin von Bees († 1753)

In zweiter Ehe war von Bees mit Johanna Charlotte Henckel von Donnersmarck (1731–1790), einer Tochter von Erdmann Heinrich Henckel von Donnersmarck verheiratet.

### Werdegang

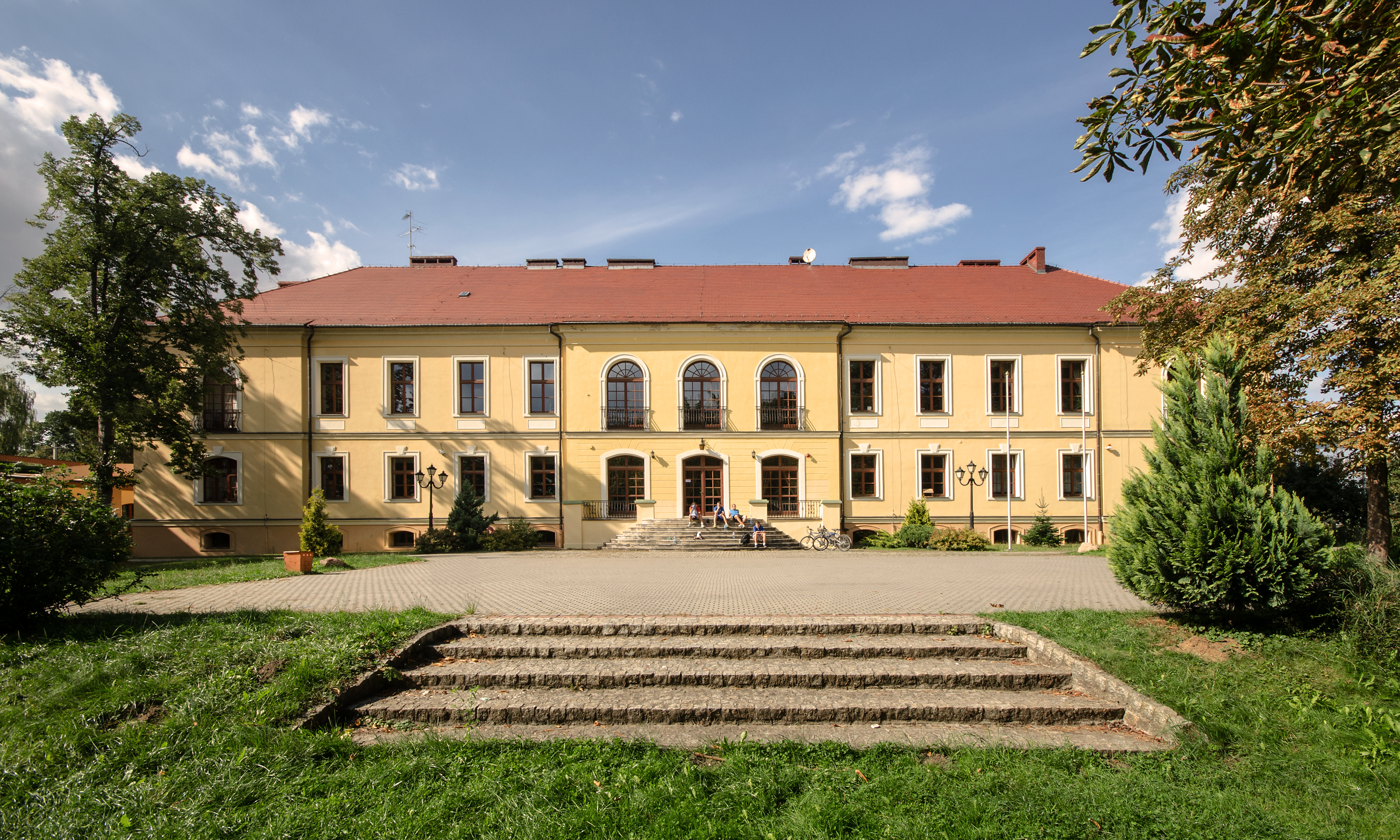
Das in seinem Auftrag 1722 erbaute Schloss Löwen (2013)

Seit Oktober 1707 war Otto Leopold von Beeß an der Universität Halle immatrikuliert. 1736 wurde er kaiserlicher Kammerherr und wechselte 1741 als Wirklicher Geheimer Rat sowie Staats- und Kriegsminister bzw. bevollmächtigter Minister am sächsischen Hof in Dresden, in preußische Dienste. Noch im selben Jahr wurde er Ritter des Schwarzen Adlerordens. 1745 wurde er als Nachfolger von Gustav Adolf von Gotter (1692–1762) preußischer Oberhofmarschall.
Beeß war Oberster Landrichter und Landeskanzler des Fürstentums Teschen sowie Erbherr auf Nieder-Lischna, Löwen und Lindenberg.

## Nobilitierung
Otto Leopold von Beeß wurde 1705 in den Reichsfreiherrnstand und 1721 in den erbländisch-österreichischen Grafenstand erhobenen.